# 魏斯基兴
魏斯基兴是德国萨尔州的一个市镇。总面积33.65平方公里，总人口6397人，其中男性3135人，女性3262人（2011年12月31日），人口密度190人/平方公里。